# 世界モータースポーツ評議会
世界モータースポーツ評議会（World Motor Sport Council）は国際自動車連盟（FIA）の内部組織で、毎年開催されるFIA総会にて、国際レースカレンダーを決定するモータースポーツにおける最高決定機関。議長はFIA会長が務め、F1のボス（フォーミュラワン・グループCEO）であるステファノ・ドメニカリ、及び各国の自動車クラブの代表など、計28名で構成されている（2022年3月現在）。

## 主な評議員
※2023年6月現在。
- 議長：モハメド・ビン・スライエム（FIA会長、 アラブ首長国連邦）
- 議長代行：ロバート・レイド（ イギリス）
- 主な議員
  - シェイク・アブダラ・ビン・イサ・アル・カリファ（ バーレーン）
  - ファビアナ・エクレストン（ ブラジル）
  - トム・クリステンセン（ デンマーク）
  - デビッド・リチャーズ（ イギリス）
  - デボラ・マイヤー（女性委員長、 フランス）
  - ステファノ・ドメニカリ（F1担当、 イタリア）
  - フレデリック・バスール（F1マニュファクチャラー代表、 フランス）